# Affection respiratoire provoquée par les poussières textiles végétales
Une affection respiratoire provoquée par les poussières textiles végétales peut être reconnue comme maladie professionnelle en France et dans certains pays, sous certaines conditions.
Ce sujet relève du domaine de la législation sur la protection sociale et a un caractère davantage  juridique que médical. Pour la description clinique de la maladie se reporter à l'article suivant :

## Législation enFrance

### Régime général
| Fiche Maladie professionnelle | Fiche Maladie professionnelle | Fiche Maladie professionnelle |
| Ce tableau définit les critères à prendre en compte pour qu'une affection respiratoire provoquée par les poussières textiles végétales soit prise en charge au titre de la maladie professionnelle | Ce tableau définit les critères à prendre en compte pour qu'une affection respiratoire provoquée par les poussières textiles végétales soit prise en charge au titre de la maladie professionnelle | Ce tableau définit les critères à prendre en compte pour qu'une affection respiratoire provoquée par les poussières textiles végétales soit prise en charge au titre de la maladie professionnelle                                                  |
| Régime Général. Date de création : 17 septembre 1989 | Régime Général. Date de création : 17 septembre 1989 | Régime Général. Date de création : 17 septembre 1989 |
| Tableau N° 90 RG | Tableau N° 90 RG | Tableau N° 90 RG |
| Affections respiratoires consécutives à l'inhalation de poussières textiles végétales | Affections respiratoires consécutives à l'inhalation de poussières textiles végétales | Affections respiratoires consécutives à l'inhalation de poussières textiles végétales |
| --- | --- | --- |
| Désignation des Maladies | Délai de prise en charge | Liste limitative des principaux travaux susceptibles de provoquer ces maladies |
| - A - Syndrome respiratoire obstructif aigu caractérisé par une oppression thoracique survenant habituellement après une interruption d'exposition au risque d'au moins 36 heures et se manifestant quelques heures après la reprise de l'exposition au risque (byssinose et affections apparentées). Le caractère obstructif de ce syndrome doit être confirmé par des explorations fonctionnelles respiratoires pratiquées au moment de la reprise de l'exposition au risque et six à huit heures après. | 7 jours (sous réserve d'une durée d'exposition de 5 ans). | Travaux exposant à l'inhalation de poussières de coton, lin, chanvre, sisal, dans les ateliers de : - teillage ; - ouvraison ; - battage ; - cardage ; - étirage ; - peignage ; - bambrochage ; - filage ; - bobinage ; - retordage ; - ourdissage. |
| - B - Bronchopneumopathie chronique obstructive consécutive à des épisodes respiratoires obstructifs aigus caractérisés cliniquement comme ci-dessus et répétitifs. Cette bronchopneumopathie doit être confirmée par des explorations fonctionnelles respiratoires avec un volume expiratoire maximal par seconde (VEMS) abaissé d'au moins 40 % par rapport à la valeur moyenne théorique. | 5 ans (sous réserve d'une durée d'exposition de 10 ans). | Travaux identiques à ceux visés en A sous réserve qu'ils ne soient pas réalisés dans des ateliers où s'effectue uniquement le filage à bout libre (procédé dit "open end").                                                                         |
| Date de mise à jour : | | |

### Régime agricole
| Fiche Maladie professionnelle | Fiche Maladie professionnelle | Fiche Maladie professionnelle |
| Ce tableau définit les critères à prendre en compte pour qu'une affection respiratoire provoquée par les poussières textiles végétales soit prise en charge au titre de la maladie professionnelle | Ce tableau définit les critères à prendre en compte pour qu'une affection respiratoire provoquée par les poussières textiles végétales soit prise en charge au titre de la maladie professionnelle | Ce tableau définit les critères à prendre en compte pour qu'une affection respiratoire provoquée par les poussières textiles végétales soit prise en charge au titre de la maladie professionnelle |
| Régime Agricole. Date de création : 21 août 1993 | Régime Agricole. Date de création : 21 août 1993 | Régime Agricole. Date de création : 21 août 1993 |
| Tableau N° 54 RA | Tableau N° 54 RA | Tableau N° 54 RA |
| Affections respiratoires consécutives à l'inhalation de poussières textiles végétales | Affections respiratoires consécutives à l'inhalation de poussières textiles végétales | Affections respiratoires consécutives à l'inhalation de poussières textiles végétales |
| --- | --- | --- |
| Désignation des Maladies | Délai de prise en charge | Liste limitative des principaux travaux susceptibles de provoquer ces maladies |
| - A - Syndrome respiratoire obstructif aigu caractérisé par une oppression thoracique survenant habituellement après une interruption d'exposition au risque d'au moins 36 heures et se manifestant quelques heures après la reprise de l'exposition au risque (byssinose et affections apparentées). Le caractère obstructif de ce syndrome doit être confirmé par des explorations fonctionnelles respiratoires pratiquées au moment de la reprise de l'exposition au risque et six à huit heures après. | 7 jours (sous réserve d'une durée d'exposition de 5 ans). | Travaux exposant à l'inhalation de poussières de coton, lin, chanvre, sisal, dans les ateliers de : - teillage ; - ouvraison ; - battage.                                                          |
| - B - Bronchopneumopathie chronique obstructive consécutive à des épisodes respiratoires obstructifs aigus caractérisés cliniquement comme ci-dessus et répétitifs. Cette bronchopneumopathie doit être confirmée par des explorations fonctionnelles respiratoires avec un volume expiratoire maximal par seconde (VEMS) abaissé d'au moins 40 % par rapport à la valeur moyenne théorique. | 5 ans (sous réserve d'une durée d'exposition de 10 ans). | Travaux identiques à ceux visés en A. |
| Date de mise à jour : | | |

## Sources spécifiques
- (fr) Tableau N° 90 des maladies professionnelles du régime Général

- (fr) Tableau N° 54 des maladies professionnelles du régime Agricole

## Sources générales
- (fr) Tableaux du régime Général sur le site de l’AIMT